# Confine tra Israele e Libano
Il confine tra Israele e Libano è la linea di demarcazione lunga circa 79 km che separa i due Stati.

## Storia

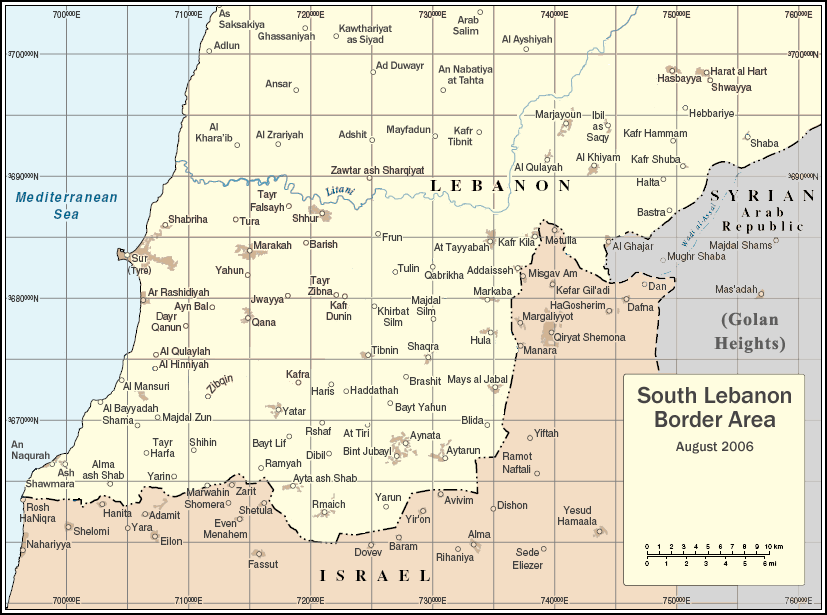
Mappa dell'ONU del Sud del Libano.

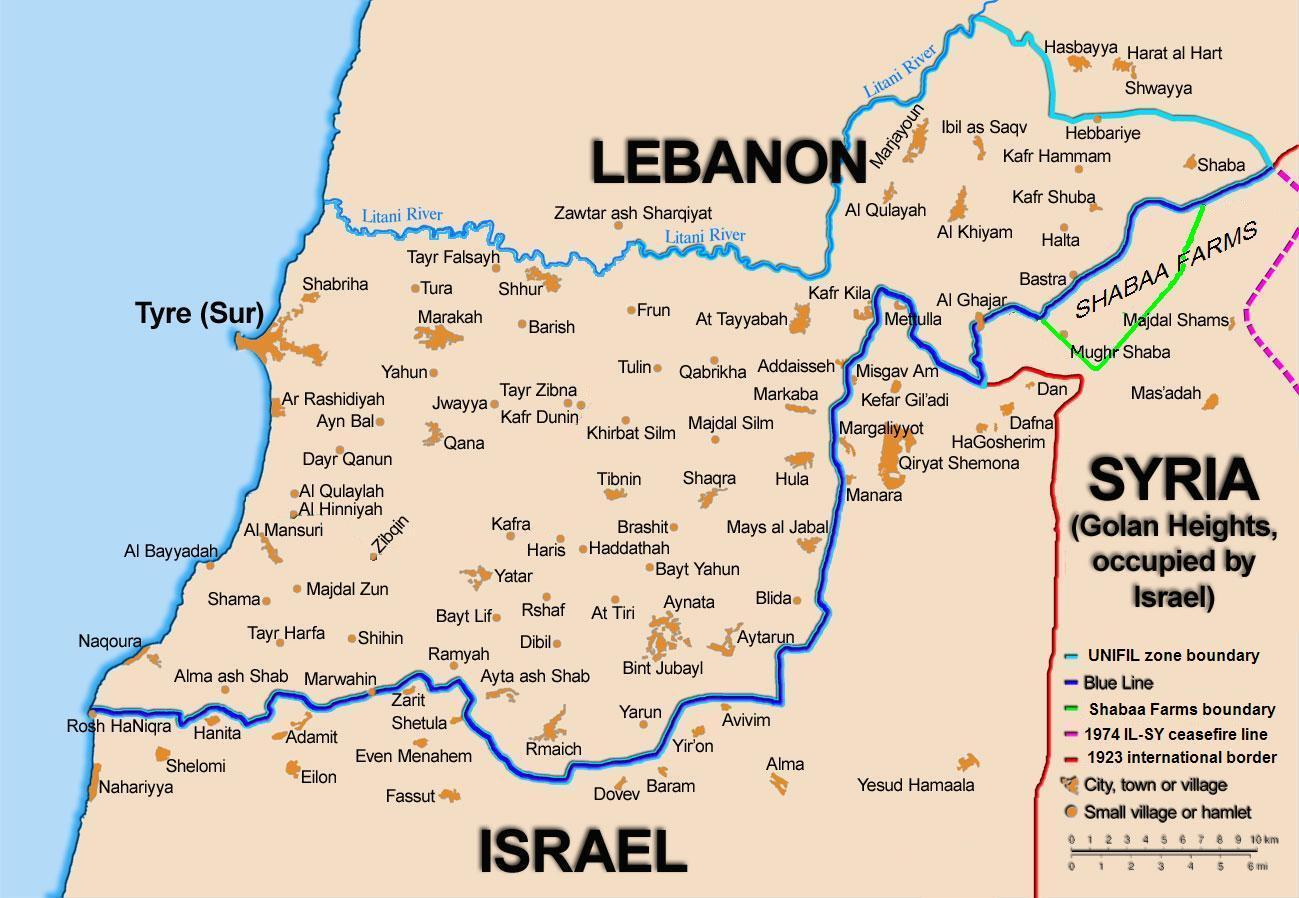
Mappa della Linea Blu.

La sua struttura fu elaborata dall'accordo tra le potenze francesi (Libano francese) e britanniche (Palestina britannica) nel 1923 dopo la creazione del Grande Libano nel 1920, sulla base dell'accordo Sykes-Picot che avevano distribuito le aree di influenza di queste due potenze nei territori dell'ex impero ottomano.
Questo schema fu confermato al momento della divisione della Palestina nel 1947 dalle Nazioni Unite.
Durante la guerra arabo-israeliana del 1948, Israele annetteva la Galilea, al confine con il Libano e che, secondo quanto stabilito dalla risoluzione 181 dell'Assemblea Generale delle Nazioni Unite, doveva far parte dello Stato arabo. Nel 1949 fu firmato un armistizio tra Israele e Libano nel 1949 in una linea di armistizio che non era riconosciuta come confine. Dopo il ritiro di Israele dal Libano meridionale (che Israele occupò dal 1978 al 2000) le Nazioni Unite procedettero a tracciare una linea blu di separazione dei belligeranti, non formalmente riconosciuta dal Libano come confine meridionale.
Israele ha anche annesso le alture del Golan nel 1981 dopo la sua vittoria nella guerra dei sei giorni nel 1967. Le fattorie di Shebaa, situate sulle alture del Golan, sono state rivendicate dal Libano dal 2000.
Poiché il Libano non riconosce lo Stato di Israele, non ha firmato accordi di confine con esso. La linea che separa i due paesi è, quindi, la Linea Blu, una linea tracciata dalle Nazioni Unite nel 2000 per favorire il ritiro delle forze israeliane dal sud del paese.
L'11 ottobre 2022, Israele e il Libano firmarono un accordo sui confini marittimi spartendosi la zona marittima contesa e i giacimenti di petrolio  in essa.